# Vaux-sur-Morges
Vaux-sur-Morges ist eine politische Gemeinde im Distrikt Morges des Kantons Waadt in der Schweiz.

## Geographie
Vaux-sur-Morges liegt auf 504 m ü. M., 3,5 km nordwestlich der Bezirkshauptstadt Morges (Luftlinie). Das Dorf erstreckt sich auf einem Plateau oberhalb des Tals der Morges, im Waadtländer Mittelland, an aussichtsreicher Lage rund 130 m über dem Seespiegel des Genfersees.
Die Fläche des 2,1 km² grossen Gemeindegebiets umfasst einen Abschnitt des Plateaus im Hinterland von Morges. Die südliche Begrenzung bildet der gewundene Flusslauf der Morges in einem rund 50 m tiefen bewaldeten Tal. Im Westen reicht der Gemeindeboden in die Talmulde im Bereich der Mündung des Curbit in die Morges. Der nördliche und östliche Teil des Gebietes befindet sich auf dem Hochplateau, auf dem im Champ des Bois mit 533 m ü. M. der höchste Punkt von Vaux-sur-Morges erreicht wird. Von der Gemeindefläche entfielen 1997 8 % auf Siedlungen, 13 % auf Wald und Gehölze und 79 % auf Landwirtschaft.
Vaux-sur-Morges besteht aus mehreren kleinen Streusiedlungen sowie einigen Einzelhöfen. Nachbargemeinden von Vaux-sur-Morges sind Echichens, Vufflens-le-Château, Hautemorges und Clarmont.

## Bevölkerung
Mit 182 Einwohnern (Stand 31. Dezember 2023) gehört Vaux-sur-Morges zu den kleinen Gemeinden des Kantons Waadt. Von den Bewohnern sind 88,0 % französischsprachig, 7,0 % englischsprachig und 3,2 % deutschsprachig (Stand 2000). Die Bevölkerungszahl von Vaux-sur-Morges belief sich 1900 auf 129 Einwohner. Nachdem die Bevölkerung bis 1980 auf 85 Einwohner abgenommen hatte, wurde in den letzten 20 Jahren eine deutliche Bevölkerungszunahme mit einer Verdoppelung der Einwohnerzahl beobachtet.

## Wirtschaft
Vaux-sur-Morges war bis in die zweite Hälfte des 20. Jahrhunderts ein vorwiegend durch die Landwirtschaft geprägtes Dorf. Noch heute haben der Acker- und der Rebbau eine wichtige Bedeutung in der Erwerbsstruktur der Bevölkerung. Einige kleine Weinbaugebiete befinden sich am linken nach Süden exponierten Talhang der Morges. Weitere Arbeitsplätze sind im lokalen Kleingewerbe und im Dienstleistungssektor vorhanden. In den letzten Jahren hat sich das Dorf zu einer Wohngemeinde entwickelt. Viele Erwerbstätige sind deshalb Wegpendler, die vor allem in Lausanne und in Morges arbeiten. Laut Statistik der Eidgenössischen Steuerverwaltung wies Vaux-sur-Morges im Jahr 2006 mit 338'779 Schweizer Franken das schweizweit höchste durchschnittliche steuerbare Einkommen pro Kopf der Bevölkerung auf. Ausserdem ist die Gemeinde schuldenfrei.

## Verkehr
Die Gemeinde liegt zwar abseits grösserer Durchgangsstrassen, ist aber verkehrstechnisch trotzdem gut erschlossen. Sie liegt an der Kantonsstrasse von Morges nach Clarmont. Der Autobahnanschluss Morges-Ouest an der 1964 eröffneten A1 (Genf–Lausanne) ist rund 4 km vom Ort entfernt. Durch einen Postautokurs, der von Morges nach Apples verkehrt, ist Vaux-sur-Morges an das Netz des öffentlichen Verkehrs angeschlossen.

## Geschichte
Überreste einer römischen Wasserleitung zeugen von einer frühen Begehung und Besiedlung des Gemeindegebietes. Seit dem Mittelalter unterstand Vaux-sur-Morges der Herrschaft Montricher, später gelangte es an die Herrschaft Monnaz. Mit der Eroberung der Waadt durch Bern im Jahr 1536 kam Vaux-sur-Morges unter die Verwaltung der Vogtei Morges. Nach dem Zusammenbruch des Ancien Régime gehörte das Dorf von 1798 bis 1803 während der Helvetik zum Kanton Léman, der anschliessend mit der Inkraftsetzung der Mediationsverfassung im Kanton Waadt aufging. 1798 wurde es dem Bezirk Morges zugeteilt.